# Regeringen Moltke I
Ministeriet Moltke I var Danmarks regering 22. marts 1848 – 16. november 1848. Den blev også kaldt martsministeriet.
Ændringer: 24. marts, 6. april, 1. november
Den bestod af følgende ministre:
- Premierminister og Finansminister: A.W. Moltke
- Udenrigsminister: F.M. Knuth
- Indenrigsminister: P.G. Bang
- Justitsminister: C.E. Bardenfleth
- Minister for Kirke- og Skolevæsenet: D.G. Monrad
- Handelsminister: C.A. Bluhme
- Krigsminister: A.F. Tscherning
- Marineminister:

A.W. Moltke til 6. april, derefter
C.C. Zahrtmann
- Ministre uden portefølje:

L.N. Hvidt til 1. november og
Orla Lehmann
- Foreløbig minister for Hertugdømmerne: C.Th.A. Scheel-Plessen til 24. marts